# Ta-in-eun ji-og-ida
Ta-in-eun ji-og-ida (타인은 지옥이다?; lett. "Le altre persone sono un inferno"), anche nota con i titoli internazionali Hell Is Other People o Strangers from Hell, è una serie televisiva sudcoreana trasmessa su OCN dal 31 agosto al 6 ottobre 2019, tratta dall'omonimo webtoon di Kim Yong-ki.
Si è aggiudicata il gran premio come miglior serie ai Cable TV Broadcasting Award 2020.

## Trama
Dopo aver ottenuto un contratto di tirocinio nell'azienda appena costituita da un amico, lo squattrinato ventenne Yoon Jong-woo si trasferisce a Seul, dove affitta l'appartamento 303 di Eden Studio, un dormitorio inquietante e di pessima qualità ma economico. Intenzionato ad andarsene appena avrà guadagnato abbastanza denaro, Jong-woo decide di restare, ma una serie di eventi misteriosi inizia a fargli temere gli altri residenti, tra cui il suo vicino di casa Seo Moon-jo, un dentista solo apparentemente alla mano e compassionevole.

## Personaggi e interpreti
- Yoon Jong-woo, interpretato da Im Si-wan
- Seo Moon-jo, interpretato da Lee Dong-wook